# Цангберг
Цангберг (нім. Zangberg) — громада в Німеччині, розташована в землі Баварія. Підпорядковується адміністративному округу Верхня Баварія. Входить до складу району Мюльдорф. Складова частина об'єднання громад Обербергкірхен.
Площа — 9,84 км2. Населення становить 1130 ос. (станом на 31 грудня 2020).

## Галерея

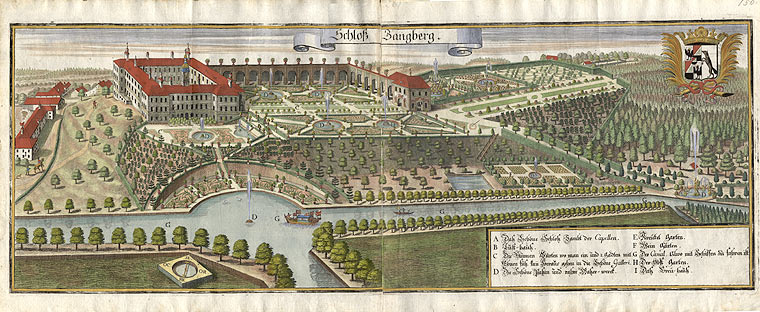